# کلمنتیا بورگوندی
کلمنتیا بورگوندی (حدود ۱۰۷۸ - حدود ۱۱۳۳) کنتس فلاندرز و همسر رابرت دوم، کنت فلاندرز بود. او از ۱۰۹۶ تا ۱۱۰۰ به عنوان جانشین همسرش که در نخستین جنگ صلیبی شرکت داشت، در فلاندرز فرمانروایی کرد. او یکبار دیگر نیز به عنوان نایب السلطنه پسرش بالدوین هفتم از سال ۱۱۱۱ تا ۱۱۱۹ برگزیده شد.

## پیش زمینه
کلمنتیا دختر ویلیام یکم، کنت بورگوندی و زنی نجیب‌زاده به نام استفانی بود. خانواده او به شدت به کلیسای کاتولیک وابسته بودند، به طوری که دو تن از برادرانش به مقام اسقفی اعظم و برادر دیگری بدل به پاپ کالیکتوس دوم شد.

## کنتس فلاندرز
کلمنتیا در سال ۱۰۹۲ با رابرت دوم، کنت فلاندرز ازدواج کرد و کنتس فلاندرز شد. شوهرش مهریه قابل توجهی به او داد که «یک سوم فلاندرز، از جمله دوازده شهر واقع در مناطق ساحلی و جنوب غربی فلاندرز، از لیل تا دوئه و باپوم» را در بر می‌گرفت. از آنجا که مهریه او شامل زمین‌های بسیار و شهرهای زیادی بود، این فرصت برای کلمنتیا ایجاد شد تا با مردم روابط بهتری برقرار کند، و این اختیار را پیدا کرد تا «حامی صومعه‌های مختلف شود، روابطی دوستانه با خانواده‌های مهم ایجاد کند، و به گسترش نفوذ کنت در در سراسر منطقه کمک کرده و با انجام این کارها، قدرت مشارکتش در حکومت فلاندرز را توسعه دهد.»
نتیجه ازدواج کلمنتیا با رابرت دوم، سه پسر بود که از این میان بالدوین پس از مرگ رابرت در سال ۱۱۱۱ به فرمانروایی رسید.

### نخستین جانشینی
هنگامی که همسرش، رابرت دوم، برای رفتن به نخستین جنگ صلیبی در سال ۱۰۹۶ فلاندرز را ترک کرد، کلمنتیا جانشین او در فلاندرز شد. او به‌عنوان فرمانروا بر روند ضرب سکه‌ها تأثیر گذاشت، و نام خود بر روی سکه‌ها ضرب کرد. همچنین از او خواسته شد تا در برابر مسائل خشونت‌آمیز ایستاده و از زائران در برابر تجاوز و حمله در باپوم محافظت کند.
هنگامی که رابرت دوم از جنگ صلیبی بازگشت، قدرت و نفوذ او به پایان نرسید. آنها با هم حکومت می‌کردند و نام او در بسیاری از فرمان‌های صادر شده توسط شوهرش دیده می‌شد. بیشتر تأثیر او پس از بازگشت شوهرش بر مشارکت او با کلیسا و به ویژه حمایت او از صومعه‌های متعدد، راهبه‌ها و اهدای زمین برای استفادهٔ کلیسا متمرکز شد.

### جانشینی دوم
رابرت دوم در سال ۱۱۱۱ در نبردی در نزدیکی مو کشته شد. پس از مرگ او پسرشان بالدوین هفتم به قدرت رسید. کلمنتیا علیرغم اینکه پسرش هجده ساله بود و بنابراین سن لازم برای حکومت به تنهایی را دارا بود، در تمام مدت سلطنتش رسماً به عنوان نایب السلطنه او شناخته می‌شد. کلمنتیا به ویژه در نخستین سال فرمانرواییش بسیار قدرتمند بود و در تمام منشورها و فرمان‌ها نام او دیده می‌شد. آنها با صلح نسبی حکومت کردند تا اینکه بالدوین هفتم شروع به ایجاد پیوند قوی تری با پسر عمویش چارلز دانمارکی کرد.
در سال ۱۱۱۹، بالدوین هفتم در نبرد کشته شد و چارلز جانشین او شد. کلمنتیا چارلز را دوست نداشت و از نفوذش برای گردآوری ارتشی علیه او استفاده کرد. او در پی از دست دادن چهار شهر از شهرهایش، توانایی تأمین نیازهای ارتشش را از دست داد و در نتیجه در جنگ در برابر چارلز شکست خورد. و این رویداد باعث از بین رفتن قدرت کلمنتیا برای حکومت در فلاندرز شد.
با این وجود، «کلمنتیا تا زمان مرگش در سال ۱۱۳۳ به صدور فرمان‌های مربوط به زمین‌ها و شهرهای خود ادامه داد.»

## ازدواج دوم
پس از اینکه پسرش، بالدوین هفتم، در سال ۱۱۱۹درگذشت، او با گادفری یکم، کنت لوون ازدواج کرد. کلمنتیا ممکن است مادر جوسلین پسر گادفری بوده باشد، اگرچه برخی از مورخان این احتمال را می‌دهند که او تنها فرزند معشوقه گادفری بوده باشد.